# 보이스오버

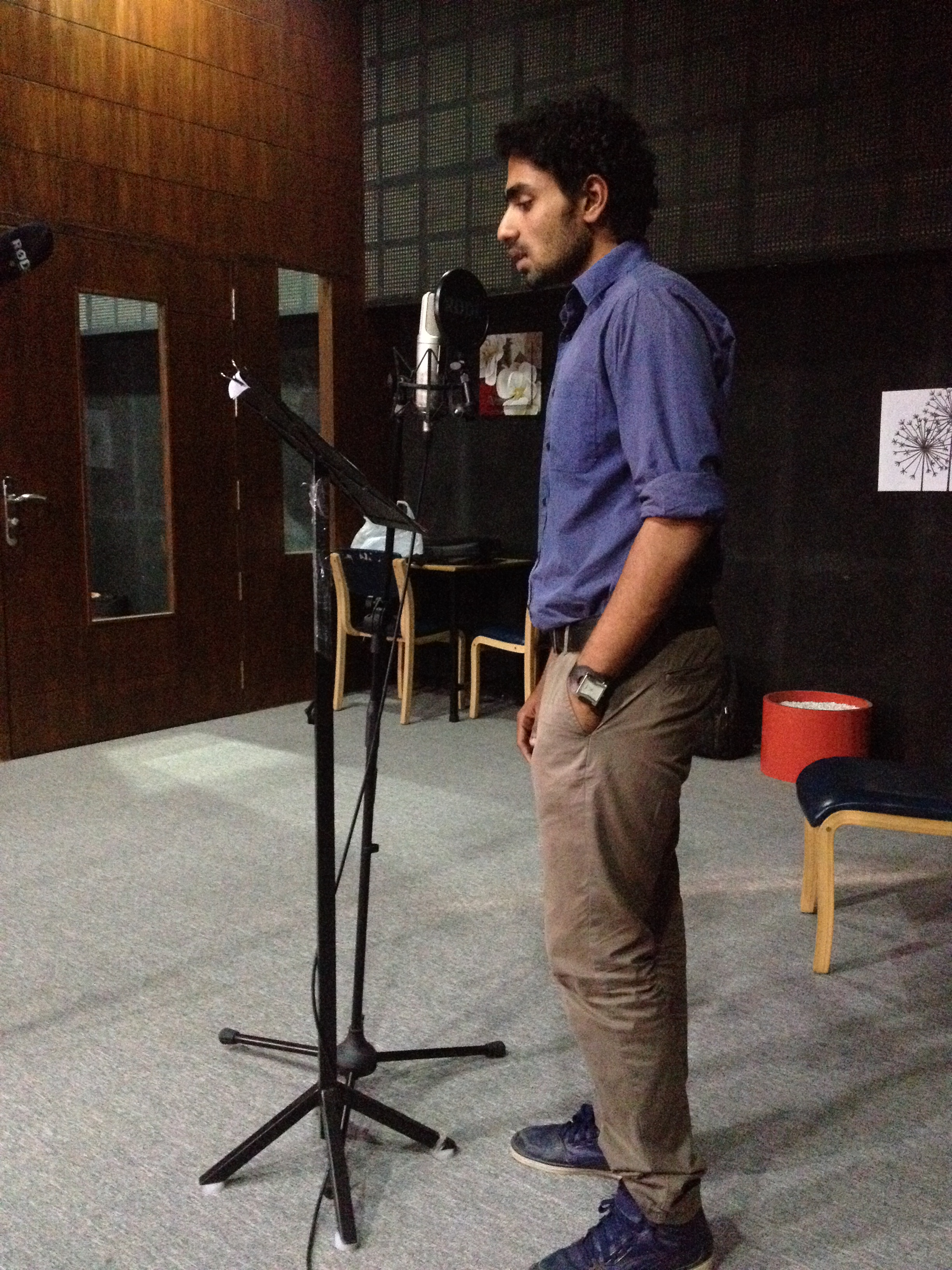
보이스오버 녹음을 진행하는 한 남성

보이스오버(Voice-over)는 영화와 TV 등에서 화면에 나타나지 않는 화자의 목소리 (내레이터의 서술 등)를 가진 표현 방식이다. 라디오 방송, 텔레비전 방송 제작, 영화 제작, 극장, 기타 프레젠테이션에 사용된다.
보이스오버는 기존 대화에 추가되는 방식으로 추가된다. 더빙이나 리보이싱(revoicing)이라 불리는 번역판의 대화를 대체하는 과정과는 구별된다.